# ویلیام ویلکینز
ویلیام ویلکینز (به انگلیسی: William Wilkins) سناتور سابق عضو حزب دموکرات ایالات متحده آمریکا بود. وی در سال ۱۸۳۱ تا ۱۸۳۴ میلادی سناتور ایالت پنسیلوانیا در سنای ایالات متحده آمریکا بود.